# Hồ Pá Khoang
Hồ Pá Khoang là một hồ chứa thủy lợi tại thành phố Điện Biên Phủ ở trung tâm tỉnh Điện Biên, Việt Nam. Khu vực này thuộc địa bàn hai xã Mường Phăng và Pá Khoang, cách trung tâm thành phố Điện Biên Phủ khoảng 20 km. Hồ nằm ở độ cao gần 900 m so với mực nước biển, diện mặt nước 600 ha và có dung tích 37,2 triệu m³ nước.
Hồ được xây dựng từ năm 1974 đến năm 1979, là công trình đầu mối của hệ thống công trình Đại thủy nông Nậm Rốm, cung cấp nước tưới cho 3.317 ha lúa hai vụ và 417 ha màu trên cánh đồng Mường Thanh, cũng như duy trì nguồn nước ổn định cho hai nhà máy thủy điện Nà Lơi và Thác Bay.